# Guatteria australis
Guatteria australis A.St.-Hil. – gatunek rośliny z rodziny flaszowcowatych (Annonaceae Juss.). Występuje endemicznie w Brazylii – w stanach Bahia, Goiás, Espírito Santo, Minas Gerais, Rio de Janeiro, São Paulo, Parana, Rio Grande do Sul oraz Santa Catarina.

## Morfologia

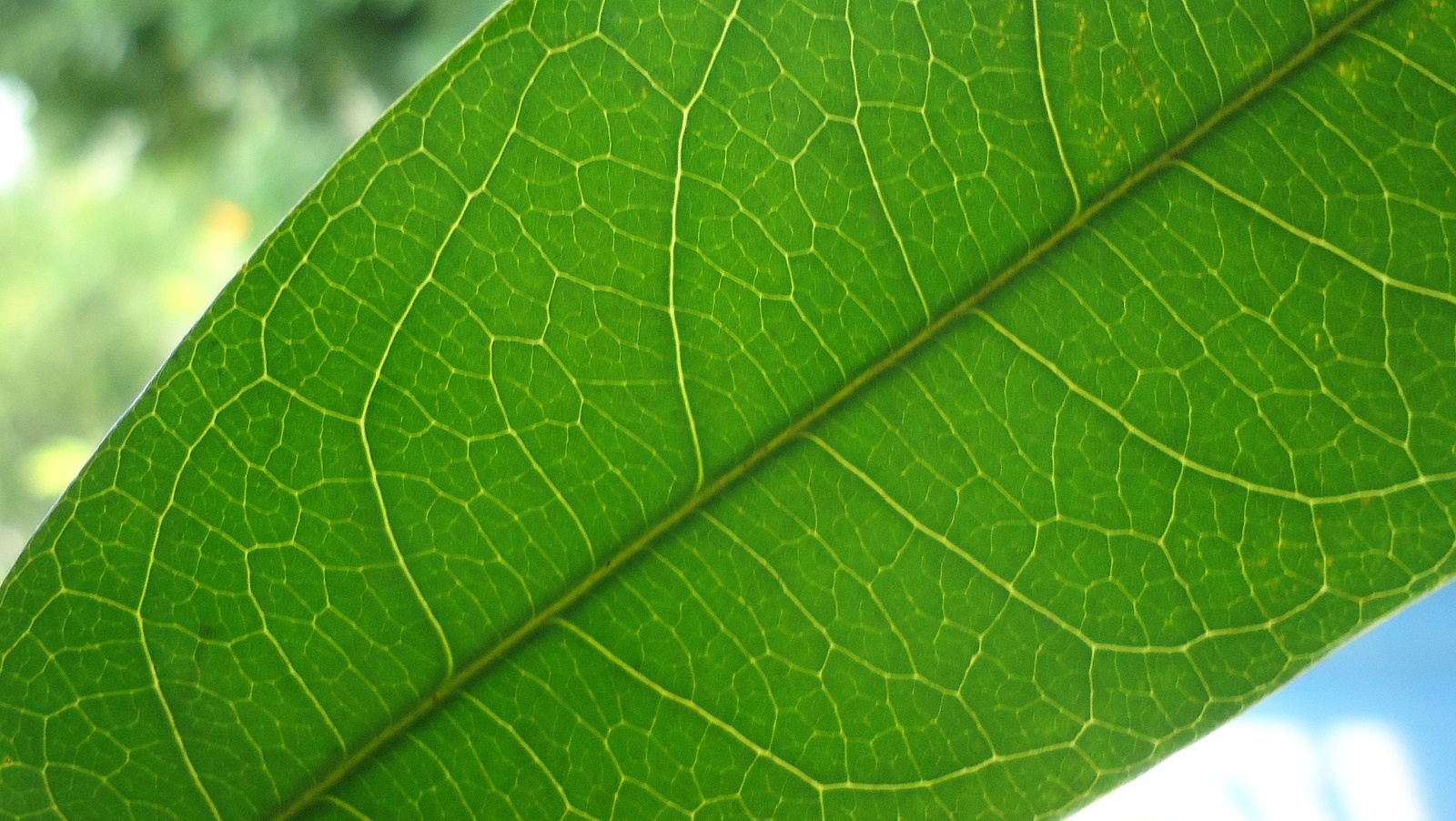
Liść w przybliżeniu

PokrójZimozielone drzewo lub krzew dorastające do 2,5–8 m wysokości. Młode pędy są owłosione.
LiścieMają kształt od eliptycznego do odwrotnie lancetowatego. Mierzą 5–17 cm długości oraz 1,5–5 szerokości. Nasada liścia jest ostrokątna. Wierzchołek jest spiczasty. Ogonek liściowy jest nagi i dorasta do 2–6 mm długości.
KwiatySą pojedyncze lub zebrane w parach. Rozwijają się w kątach pędów. Działki kielicha mają owalnie trójkątny kształt i dorastają do 0,5 mm długości. Płatki mają podłużnie spiczasty kształt. Są zielonego koloru. Dorastają do 3–13 mm długości.
OwocePojedyncze, zebrane po 15–44 w owoc zbiorowy. Mają elipsoidalny kształt. Osiągają 6–10 mm długości oraz 8–20 mm średnicy.